# Formica I
Formica I este un film românesc din 1973 regizat de Matty Aslan.

## Distribuție
Distribuția filmului este alcătuită din:
- Virginica Romanovschi — voce